# Lajatico
Lajatico é uma comuna italiana da região da Toscana, província de Pisa, com cerca de 1.389 habitantes. Estende-se por uma área de 72 km², tendo uma densidade populacional de 19 hab/km². Faz fronteira com Chianni, Montecatini Val di Cecina, Peccioli, Riparbella, Terricciola, Volterra.
Também é a terra natal do tenor Andrea Bocelli.

## Demografia
| Variação demográfica do município entre 1861 e 2011                               |
|                                                                                   |
| Fonte: Istituto Nazionale di Statistica (ISTAT) - Elaboração gráfica da Wikipedia |